# 刀根薫
刀根 薫（とね かおる、1931年 - ）は、日本のシステム工学者。政策研究大学院大学名誉教授、元日本オペレーションズ・リサーチ学会会長。
ちなみに、日本オペレーションズ・リサーチ学会会長では土光敏夫、会員では鳩山由紀夫が著名。

## 経歴
- 1953年 - 東京大学理学部数学科卒業[1]
- 1953年 - 総理府調査室
- 1959年 - 工学博士（慶應義塾大学）
- 1966年 - 慶應義塾大学理工学部助教授
- 1977年 - 埼玉大学大学院政策科学研究科教授
- 1997年 - 政策研究大学院大学教授
- 1996年 - 日本オペレーションズ・リサーチ学会会長[2]

## 所属団体
- 日本オペレーションズ・リサーチ学会